# Перелік пам'яток архітектури і містобудування Вінниці
У Вінниці нараховується 124 пам'ятки архітектури і містобудування, з яких 14 - національного значення.
|                    | Єзуїтський монастир:                            | 17-18 ст.                 | вул. Соборна, 17                  | 54/0     | Постанова Ради Міністрів УРСР від 24.08.1963 р. № 970                   |  |  |
| 1                  | Костьол                                         | 1617 р.                   | вул. Соборна, 17                  | 54/1     | -ІІ-                                                                    |  |  |
| 2                  | Колегіум                                        | 17 ст.                    | вул. Соборна, 17                  | 54/2     | -ІІ-                                                                    |  |  |
| 3                  | Келії                                           | 17, п.20 ст.              | вул. Соборна, 19                  | 54/3     | -ІІ-                                                                    |  |  |
|                    | Домініканський монастир:                        | 17-18 ст.                 | вул. Соборна, 21                  | 55/0     | -ІІ-                                                                    |  |  |
| 4                  | Костьол                                         | 1758 р.                   | вул. Соборна, 23                  | 55/1     | -ІІ-                                                                    |  |  |
| 5                  | Келії                                           | 17 ст.                    | вул. Соборна, 23                  | 55/2     | -ІІ-                                                                    |  |  |
| 6                  | Башта та мур.                                   | 1765 р.                   | вул. Мури, 1                      | 55/3     | -ІІ-                                                                    |  |  |
| 7                  | Миколаївська церква (дер.)                      | 1746 р.                   | вул. Маяковського, 6              | 56/1     | -ІІ-                                                                    |  |  |
| 8                  | Дзвіниця Миколаївської церкви                   | 1746 р.                   | вул. Маяковського, 6              | 56/2     | -ІІ-                                                                    |  |  |
|                    | Садиба у П'ятничанах:                           | к.18 ст.                  | вул. Мічуріна, 32                 | 958/0    | Постанова Ради Міністрів УРСР від 06.09.1979 р. № 442                   |  |  |
| 9                  | Палац                                           | к.18 ст.                  | вул. Мічуріна.32                  | 958/1    | -ІІ-                                                                    |  |  |
| 10                 | Флігель палацу                                  | к.18 ст.                  | вул. Мічуріна.32                  | 958/2    | -ІІ-                                                                    |  |  |
| 11                 | Павільйон (руїни)                               | к.18 ст.                  | вул. Мічуріна.32                  | 958/3    | -ІІ-                                                                    |  |  |
| 12                 | Садиба М.М. Коцюбинського                       | XIX ст.                   | вул. Бевза, 15                    | 020001-Н | постанови Кабінету Міністрів України від 3 вересня 2009 р. № 928        |  |  |
| 13                 | Склеп-могила М.І. Пирогова                      | 1881 рік                  | Вишневського, 16                  | 020002-Н | -ІІ-                                                                    |  |  |
| 14                 | Садиба М.І. Пирогова                            | XIX ст.                   | вул. М. Пирогова, 155             | 020003-Н | -ІІ-                                                                    |  |  |
| Місцевого значення |                                                 |                           |                                   |          |                                                                         |  |  |
| 15                 | Житловий будинок                                | к.19-п.20 ст.             | вул. І.Бевза, 6                   | 334-М    | Розпорядження ОДА № 248 від 25.07.1997 р                                |  |  |
| 16                 | Лазня                                           | 1834-1946 рр.             | вул. І.Бевза, 34                  | 372-М    | -ІІ-                                                                    |  |  |
| 17                 | Житловий будинок                                | к.18 ст.                  | вул. Монастирська, 23             | 335-М    | -ІІ-                                                                    |  |  |
| 18                 | Будинок міської управи                          | п.20 ст.                  | вул. Грушевського, 2              | 213-М    | від 14.07.94 р. № 209                                                   |  |  |
| 19                 | Особняк                                         | 1900 р.                   | вул. Грушевського, 4              | 336-М    | Розпорядження ОДА № 248 від 25.07.1997 р                                |  |  |
| 20                 | Житловий будинок                                | 1899 р.                   | вул. Грушевського, 6              | 338-М    | -ІІ-                                                                    |  |  |
| 21                 | Житловий будинок                                | 1899 р.                   | вул. Грушевського, 10             | 337-М    | -ІІ-                                                                    |  |  |
| 22                 | Водонапірна башта                               | 1912 р.                   | вул. Грушевського, 11             | 4-Вн     | Рішення виконкому облради нар. деп.від 17.02.83 № 96                    |  |  |
| 23                 | Будинок окружного суду                          | 1910-1912 рр.             | вул. Грушевського, 17/11          | 22-М     | Рішення виконкому облради нар. деп.від 14.02.91 № 43                    |  |  |
| 24                 | Особняк лікаря Вілінського                      | п.20 ст.                  | вул. Грушевського, 30             | 21-М     | -ІІ-                                                                    |  |  |
| 25                 | Житловий будинок                                | 19 ст.                    | вул. Грушевського, 38             | 29-М     | -ІІ-                                                                    |  |  |
| 26                 | Будинок                                         | п.20 ст.                  | вул. Олександра Соловйова, 2      | 339-М    | Розпорядження ОДА № 248 від 25.07.1997 р                                |  |  |
| 27                 | Особняк-лікарня (Палац)                         | 1907-1912 рр.             | вул. Миколи Оводова, 1            | 2-Вн     | Рішення виконкому облради нар. деп.від 17.02.83 № 96                    |  |  |
| 28                 | Житловий будинок                                | 1907 р.                   | вул. Миколи Оводова, 6            | 340-М    | Розпорядження ОДА № 248 від 25.07.1997 р                                |  |  |
| 29                 | Житловий будинок                                | к.19-п.20 ст.             | вул. Миколи Оводова, 12           | 395-М    | -ІІ-                                                                    |  |  |
| 30                 | Житловий будинок                                | к.19-п.20 ст.             | вул. Миколи Оводова, 17           | 345-М    | -ІІ-                                                                    |  |  |
| 31                 | Житловий будинок                                | 1920-і рр.                | вул. Миколи Оводова, 18           | 346-М    | Розпорядження ОДА № 248 від 25.07.1997 р                                |  |  |
| 32                 | Прибутковий будинок                             | 1912 р.                   | вул. Миколи Оводова, 22           | 217-М    | від 14.07.94 р. № 209                                                   |  |  |
| 33                 | Готель «Савой»                                  | 1912 р.                   | вул. Миколи Оводова, 36           | 3-Вн     | Рішення виконкому облради нар. деп.від 17.02.83 № 96                    |  |  |
| 34                 | Житловий будинок з магазином                    | п.20 ст.                  | вул. Миколи Оводова, 34           | 343-М    | Розпорядження ОДА № 248 від 25.07.1997 р                                |  |  |
| 35                 | Житловий будинок                                | к.19-п.20 ст.             | вул. Миколи Оводова, 35           | 347-М    |                                                                         |  |  |
| 36                 | Житловий будинок                                | д.п.19ст.                 | вул. Миколи Оводова, 41           | 218-М    | від 14.07.94 р. № 209                                                   |  |  |
| 37                 | Житловий будинок                                | 1950-і рр..               | вул. Миколи Оводова, 58           | 344-М    | Розпорядження ОДА № 248 від 25.07.1997 р                                |  |  |
| 38                 | Житловий будинок                                | к.19-п.20 ст.             | вул. Миколи Оводова, 83           | 348-М    | -ІІ-                                                                    |  |  |
| 39                 | Особняк                                         | к.19-п.20 ст.             | вул. Миколи Оводова, 87           | 26-М     | Рішення виконкому облради нар. деп.від 14.02.91 № 43                    |  |  |
|                    | Торгово-житловий комплекс:                      | к.19 ст.                  | вул. Миколи Оводова, 89-91        | 341-М/0  | Розпорядження ОДА № 248 від 25.07.1997 р                                |  |  |
| 40                 | Підпірна стіна з контрофорсом                   | к.19 ст.                  | вул. Миколи Оводова, 89-91        | 341-М/1  | -ІІ-                                                                    |  |  |
| 41                 | Будинок                                         | к.19 ст.                  | вул. Миколи Оводова, 91           | 341-М/2  | -ІІ-                                                                    |  |  |
| 42                 | Службовий будинок                               | п.20 ст.                  | вул. Миколи Оводова, 105          | 342-М    | Розпорядження ОДА № 248 від 25.07.1997 р                                |  |  |
| 43                 | Житловий будинок                                | с.18 ст.                  | вул. Кропивницького, 9            | 351-М    | -//-                                                                    |  |  |
| 44                 | Житловий будинок                                | 1912 р.                   | вул. Митрополита Петра Могили, 12 | 216-М    | від 14.07.94 р. № 209                                                   |  |  |
| 45                 | Житловий будинок                                | п.20 ст.                  | вул. Міліційна, 5                 | 353-М    | Розпорядження ОДА № 248 від 25.07.1997 р                                |  |  |
| 46                 | П'ятничанський парк                             | м.18-п.19 ст.             | вул. Мічуріна, 32                 | 297-М    | Розпорядження ОДА № 78 від 19.02.96 р                                   |  |  |
| 47                 | Будинок офіцерів                                | 1930-і рр.                | пл. Перемоги                      | 362-М    | Розпорядження ОДА № 248 від 25.07.1997 р                                |  |  |
| 48                 | Житловий будинок залізничників                  | 1946-1947 рр.             | вул. Замостянська, 27             | 392-М    | Ріш.виконк. від14.02.91№ 43                                             |  |  |
| 49                 | Житловий будинок                                | п.20 ст.                  | вул. Магістратська, 27            | 389-М    | Розпорядження ОДА № 248 від 25.07.1997 р                                |  |  |
| 50                 | Житловий будинок                                | п.20 ст.                  | вул. Магістратська, 36            | 390-М    | -ІІ-                                                                    |  |  |
| 51                 | Особняк                                         | к.19-п.20 ст.             | вул. Магістратська, 44            | 383-М    | -ІІ-                                                                    |  |  |
| 52                 | Житловий будинок                                | с. 19 ст.                 | вул. Магістратська, 64            | 215-М    | Розпорядження представника Президента України ОДА від 14.07.94 р. № 209 |  |  |
| 53                 | Особняк капітана Длуголенського                 | п.20 ст.                  | вул. Магістратська, 66            | 23-М     | Рішення виконкому облради нар. деп.від 14.02.91 № 43                    |  |  |
|                    | Комплекс споруд психіатричної лікарні:          | 1897-1902 рр.             | вул. Пирогова, 109                | 20-М/0   | Розпорядження ОДА № 248 від 25.07.1997 р                                |  |  |
| 54                 | Психіатрична лікарня                            | 1897 р.                   | вул. Пирогова, 109                | 20-М/1   | -ІІ-                                                                    |  |  |
| 55                 | Парк психіатричної лікарні                      | 1902 р.                   | вул. Пирогова, 109                | 20-М/2   | -ІІ-                                                                    |  |  |
|                    | Садиба Пирогова:                                | 19 ст.                    | вул. Пирогова, 155                | 5-Вн/0   | Рішення виконкому облради нар.деп.від 04.12.84 № 492                    |  |  |
| 56                 | Житловий будинок                                | 1866 р.                   | вул. Пирогова, 155                | 5-Вн/1   | -ІІ                                                                     |  |  |
| 57                 | Аптека                                          | 1866 р.                   | вул. Пирогова, 155                | 5-Вн/2   | -ІІ-                                                                    |  |  |
| 58                 | Церква з усипальницею                           | 19 ст.                    | 2-й пров. Вишневського, 16        | 5-Вн/3   | -ІІ-                                                                    |  |  |
| 59                 | Дзвіниця з огорожею                             | 1881-1885 рр.             | 2-й пров. Вишневського, 16        | 5-Вн/4   | -ІІ-                                                                    |  |  |
| 60                 | Житловий будинок                                | к.19-п.20 ст.             | вул. Пушкіна, 5                   | 363-М    | Розпорядження ОДА № 248 від 25.07.1997 р                                |  |  |
| 61                 | Особняк                                         | 1901 р.                   | вул. Пушкіна, 11                  | 365-М    | -ІІ-                                                                    |  |  |
| 62                 | Житловий будинок                                | к.19-п.20 ст.             | вул. Пушкіна, 22                  | 364-М    | -ІІ-                                                                    |  |  |
| 63                 | Особняк капітана Четкова                        | п.20 ст.                  | вул. Пушкіна, 38                  | 24-М     | Рішення виконкому облради нар. деп.від 14.02.91 № 43                    |  |  |
| 64                 | Особняк                                         | к.19-п.20 ст.             | вул. Князів Коріатовичів, 44      | 355-М    | Розпорядження ОДА № 248 від 25.07.1997 р                                |  |  |
| 65                 | Житловий будинок                                | п.20 ст.                  | вул. Князів Коріатовичів, 46      | 359-М    | -ІІ-                                                                    |  |  |
| 66                 | Житловий будинок                                | п.20 ст.                  | вул. Князів Коріатовичів, 58      | 361-М    | -ІІ-                                                                    |  |  |
| 67                 | Житловий будинок                                | п.20 ст.                  | вул. Князів Коріатовичів, 96      | 360-М    | -ІІ-                                                                    |  |  |
| 68                 | Особняк                                         | к.19                      | вул. Князів Коріатовичів, 102     | 356-М    | -ІІ-                                                                    |  |  |
| 69                 | Особняк                                         | к.19-п.20 ст.             | вул. Князів Коріатовичів, 110     | 357-М    | -ІІ-                                                                    |  |  |
| 70                 | Житловий будинок                                |                           | вул. Князів Коріатовичів, 112     | 358-М    | -ІІ-                                                                    |  |  |
| 71                 | Житловий будинок                                | п.20 ст.                  | Пров. Селянський, 7               | 394-М    | -ІІ-                                                                    |  |  |
| 72                 | Будинок О. О. Брусилова                         | п.20 ст.                  | вул. Архітектора Артинова, 5      | 211-М    | Розпорядження представника Президента України ОДА від 14.07.94 р. № 209 |  |  |
| 73                 | Будинок військового представництва              | п.20 ст.                  | вул. Архітектора Артинова, 13     | 370-М    | Розпорядження ОДА № 248 від 25.07.1997 р                                |  |  |
| 74                 | Особняк                                         | к.19-п.20 ст.             | вул. Архітектора Артинова, 21     | 212-М    | Розпорядження представника Президента України ОДА від 14.07.94 р. № 209 |  |  |
| 75                 | Особняк                                         | п.20 ст.                  | вул. Архітектора Артинова, 26     | 366-М    | Розпорядження ОДА № 248 від 25.07.1997 р                                |  |  |
| 76                 | Особняк                                         | п.20 ст.                  | вул. Архітектора Артинова, 30     | 367-М    | -ІІ-                                                                    |  |  |
| 77                 | Житловий будинок                                | к.19 ст.                  | вул. Архітектора Артинова, 37     | 368-М    | -ІІ-                                                                    |  |  |
| 78                 | Будинок князів Гедройц                          | 1910 р.                   | вул. Архітектора Артинова, 39     | 210-М    | Розпорядження представника Президента України ОДА від 14.07.94 р. № 209 |  |  |
| 79                 | Особняк                                         | Поч.20 ст.                | вул. Архітектора Артинова, 42-44  | 371-М    | Розпорядження ОДА № 248 від 25.07.1997 р                                |  |  |
| 80                 | Житловий будинок                                | п.20 ст.                  | вул. Архітектора Артинова, 49     | 294-М    | Розпорядження ОДА № 78 від 19.02.96 р                                   |  |  |
| 81                 | Особняк                                         | п.20 ст.                  | вул. Архітектора Артинова, 75     | 269-М    | -ІІ-                                                                    |  |  |
| 82                 | Костьол Святої Діви Марії Ангельської           | 1760 р.                   | вул. Соборна, 12                  | 333-М/1  | Розпорядження ОДА № 248 від 25.07.1997 р                                |  |  |
| 83                 | Келії монастиря                                 | 1760 р.                   | вул. Соборна, 14                  | 333-М/2  | -ІІ-                                                                    |  |  |
| 84                 | Прибутковий будинок                             | д.п.19 ст.                | вул. Соборна, 34                  | 219-М    | Розпорядження представника Президента України ОДА від 14.07.94 р. № 209 |  |  |
| 85                 | Прибутковий будинок                             | к.19 ст., 1934 р.         | вул. Соборна, 35                  | 220-М    | -ІІ-                                                                    |  |  |
| 86                 | Житловий будинок                                | 1890 р.                   | вул. Соборна, 37/2                | 30-М     | Рішення виконкому облради нар. деп.від 14.02.91 № 43                    |  |  |
| 87                 | Житловий будинок                                | п.20 ст.                  | вул. Соборна, 38                  | 31-М     | -ІІ-                                                                    |  |  |
| 88                 | Будинок бібліотеки ім. Тімірязєва               | 1907, 1936-1950 рр.       | вул. Соборна, 73                  | 373-М    | Розпорядження ОДА № 248 від 25.07.1997 р                                |  |  |
| 89                 | Особняк                                         | 1909 р.                   | вул. Архітектора Артинова, 45     | 293-М    | Розпорядження ОДА № 78 від 19.02.96 р                                   |  |  |
| 90                 | Прибутковий будинок                             | 1910 р                    | вул. Соборна, 44                  | 221-М    | Розпорядження представника Президента України ОДА від 14.07.94 р. № 209 |  |  |
| 91                 | Готель «Франсуа»                                | 1912 р.                   | вул. Соборна, 50                  | 222-М    | -ІІ-                                                                    |  |  |
| 92                 | Житловий будинок                                | 1900-1912 рр.             | вул. Соборна, 56                  | 223-М    | -ІІ-                                                                    |  |  |
| 93                 | Житловий будинок                                | 1910-і рр..               | вул. Соборна, 58                  | 224-М    | -ІІ-                                                                    |  |  |
| 94                 | Громадський будинок                             | п.20 ст.                  | вул. Соборна, 66                  | 377-М    | Розпорядження ОДА № 248 від 25.07.1997 р                                |  |  |
| 95                 | Будинок міської думи                            | 1911 р.                   | вул. Соборна, 67                  | 28-М     | Рішення виконкому облради нар. деп.від 14.02.91 № 43                    |  |  |
| 96                 | Будинок організацій                             | 1936-1940 рр.             | вул. Соборна, 70/18               | 292-М    | Розпорядження ОДА № 78 від 19.02.96 р                                   |  |  |
| 97                 | Житловий будинок                                | 1930- 1960-і рр.          | вул. Соборна, 43                  | 375-М    | Розпорядження ОДА № 248 від 25.07.1997 р                                |  |  |
| 98                 | Прибутковий будинок                             | к.19-п.20 ст., 1950 р.    | вул. Соборна, 74                  | 321-М    | Розпорядження ОДА № 251 від 21.05.1996 р                                |  |  |
| 99                 | Житловий будинок                                | п.20 ст.                  | вул. Соборна, 75                  | 369-М    | Розпорядження ОДА № 248 від 25.07.1997 р                                |  |  |
| 100                | Прибутковий будинок                             | к.19-п.20 ст.             | вул. Соборна, 76                  | 374-М    | -ІІ-                                                                    |  |  |
| 101                | Житловий будинок                                | п.20 ст.                  | вул. Соборна, 79                  | 378-М    | -ІІ-                                                                    |  |  |
| 102                | Житловий будинок                                | к.19-п.20 ст.             | вул. Соборна, 80                  | 380-М    | Розпорядження ОДА № 248 від 25.07.1997 р                                |  |  |
| 103                | Житловий будинок                                | 20 ст.                    | вул. Соборна, 81                  | 354-М    | -ІІ-                                                                    |  |  |
| 104                | Адміністративний будинок                        | п.20 ст.                  | вул. Соборна, 85                  | 379-М    | -ІІ-                                                                    |  |  |
| 105                | Будинок реального училища                       | 1891 р.                   | вул. Соборна, 87/18               | 27-М     | Рішення виконкому облради нар. деп.від 14.02.91 № 43                    |  |  |
| 106                | Жіноча гімназія                                 | 1990, 1930, 1947-1949 рр. | вул. Соборна, 94                  | 225-М    | Розпорядження представника Президента України ОДА від 14.07.94 р. № 209 |  |  |
| 107                | Прибутковий будинок з магазином                 | к.19 ст., д.п.20 ст.      | вул. Соборна, 95                  | 376-М    | Розпорядження ОДА № 248 від 25.07.1997 р                                |  |  |
| 108                | Житловий будинок                                | 1930-і рр..               | вул. Театральна, 7                | 382-М    | -ІІ-                                                                    |  |  |
| 109                | Музично-драматичний театр ім. М. К. Садовського | 1910, 1948 рр.            | вул. Театральна, 13               | 1-Вн     | Рішення виконкому облради нар. деп.від 10.01.85 № 24                    |  |  |
| 110                | Особняк                                         | к.19-п.20 ст.             | вул. Театральна, 37               | 384-М    | Розпорядження ОДА № 248 від 25.07.1997 р                                |  |  |
| 111                | Особняк                                         | к.19-п.20 ст.             | вул. Театральна, 41               | 385-М    | -ІІ-                                                                    |  |  |
| 112                | Будинок графа Д. Ф. Гейдена (дворянська опіка)  | 1912 р.                   | вул. Л.Толстого, 2                | 295-М    | Розпорядження ОДА № 78 від 19.02.96 р                                   |  |  |
| 113                | Житловий будинок                                | с.19 ст.                  | вул. Л.Толстого, 3                | 386-М    | Розпорядження ОДА № 248 від 25.07.1997 р                                |  |  |
| 114                | Особняк                                         | 1909 р.                   | вул. Л.Толстого, 4                | 387-М    | -ІІ-                                                                    |  |  |
| 115                | Особняк                                         | к.19-п.20 ст.             | вул. Л.Толстого, 11               | 388-М    | -ІІ-                                                                    |  |  |
| 116                | Літній театр (Арх. Бірюков К.О.)                | 1947-1948 рр.             | вул. Хлібна, 1                    | 352-М    | -ІІ-                                                                    |  |  |
| 117                | Церква Воскресіння Христова                     | 1910 р.                   | Хмельницьке шосе, 5               | 296-М    | Розпорядження ОДА № 78 від 19.02.96 р                                   |  |  |
| 118                | Житловий будинок                                | п.20 ст.                  | вул. Владислава Городецького, 20  | 391-М    | Рішення виконкому облради нар. деп.від 14.02.91 № 43                    |  |  |
| 119                | Будинок синагоги                                | 1903 р.                   | вул. Червонохрестівська, 11       | 350-М    | Розпорядження ОДА № 248 від 25.07.1997 р                                |  |  |
| 120                | Житловий будинок                                | к.18-п.19 ст.             | вул. Червонохрестівська, 7        | 214-М    | Розпорядження представника Президента України ОДА від 14.07.94 р. № 209 |  |  |
| 121                | Особняк                                         | 19 ст.                    | вул. Червонохрестівська, 9        | 349-М    | Розпорядження ОДА № 248 від 25.07.1997 р                                |  |  |
| 122                | Особняк                                         | к.19 ст.                  | вул. Симона Петлюри, 15           | 6-Вн     | Рішення виконкому облради нар. деп.від 17.02.83 № 96                    |  |  |
| 123                | Житловий будинок                                | к.19 ст.                  | вул. Симона Петлюри, 17           | 393-М    | Розпорядження ОДА № 248 від 25.07.1997 р                                |  |  |
| 124                | Пошта                                           | 1910-1912 рр.             | вул. Симона Петлюри, 24           | 25-М     | Рішення виконкому облради нар. деп.від 14.02.91 № 43                    |  |  |

## Джерело
- Пам'ятки Вінницької області